# Смердючий тофу
Смердючий тофу, також тухлий тофу або тухлий доуфу (кит. 臭豆腐, піньїнь: chòu dòufu, акад. чоу доуфу) — одна з форм ферментованого тофу (соєвого сиру), яка має сильний запах. Це популярна закуска в країнах Сходу і Південно-Східної Азії, особливо в Китаї, Малайзії, Тайвані та Гонконгу, а також у різних анклавах в Східній Азії в інших місцях, де зазвичай продається в будинках (де і робиться в тому числі), на нічних ринках та придорожніх торгових точках, або ж подається як гарнір до обіду, але тільки в барах, а не в ресторанах.
8 березня в цих країнах є «днем смердючого тофу».